# Pentobarbital
Le pentobarbital (également: pentobarbitone - nom commercial : Nembutal) est un barbiturique qui a été utilisé en anesthésie et comme somnifère (pour ses propriétés hypnotiques). Il est réputé pour entraîner une certaine dépendance.
Le pentobarbital de sodium est utilisé à fortes doses pour pratiquer des euthanasies, principalement vétérinaires, mais aussi dans l'aide au suicide dans les pays où cette pratique est légale et provoque une mort sans douleur.

## Pharmacologie et durée d'action
Contrairement à sa demi-vie d'élimination de plus de 20h,,, le pentobarbital n'agit de façon discernable que durant 4-6 heures, même si ces deux paramètres dépendent largement des doses consommées. En effet le facteur limitant de sa durée d'action est davantage sa propension à être dispersé à travers le corps, hors du système nerveux central. Son délai d'action est rapide avec un Tmax d'une heure,.
Son canal d'action primaire est la modulation positive des récepteurs au GABA de type A. Ces récepteurs, lorsqu'ils sont activés, ont un effet inhibiteur sur la transmission nerveuse. Le pentobarbital potentialise l'action du GABA endogène. Plus spécifiquement, l'utilisation d'un barbiturique ouvre davantage le canal ionique Cl− lorsque le GABA ou un autre agoniste (tel que l'alcool) se fixe à ces récepteurs. Cela permet au neurone cible de se polariser négativement encore davantage et réduit son potentiel de stimulation par courant électrique, lorsque des ions positifs tenteront de le charger positivement. Un effet agoniste direct des récepteurs GABA-A est aussi remarqué pour des concentrations allant de ∼100 μM à 1 mM, mais dépend donc de la quantité de produit consommé.
Le barbiturique agit également sur d'autres canaux de manière mineure : on note une action inhibitrice de la recapture de l'adénosine, ainsi qu'un antagonisme des récepteurs AMPA et une inhibition de la sécrétion de glutamate,.
Contrairement aux benzodiazépines qui les ont largement supplantés, les barbituriques augmentent l'amplitude de l'ouverture du canal ionique Cl−, au lieu d'en augmenter le nombre d'ouvertures. Ce sont ces diverses différences qui expliquent le caractère plus toxique du pentobarbital comparé à un composé plus moderne.
Le produit semble être un inducteur d'enzymes CYP,.

## Utilisation médico-légale
Le 16 décembre 2010, pour la première fois aux États-Unis, un détenu condamné à mort, John David Duty, a été exécuté en Oklahoma avec ce produit, à cause d'une rupture de stock de thiopental fabriqué par la firme Hospira, le seul anesthésiant autorisé dans tout le pays comme premier des trois produits administrés à un condamné à mort.
Aux États-Unis, face à une raréfaction de leurs réserves de pentobarbital, de nombreux États font appel à de nouvelles substances, comme l'hydrochlorure de midazolam, créant un débat de société ainsi qu'une augmentation des recours en justice de prisonniers craignant de finir dans d'atroces souffrances,.

## Usage détourné et trafic
Le produit est encore aujourd'hui parfois vendu sur internet (et le darkweb notamment) pour des utilisations à des fins récréatives ou pour des suicides prémédités. Il est cependant rare car la plupart de ses anciens fabricants (Abbott, Eli Lilly...) en ont abandonné la commercialisation. Il est toujours fabriqué en Chine par de nombreux laboratoires, qui sont souvent la source de ses fournisseurs du marché noir.
Le pentobarbital ayant été l'un des produits de sa classe les plus répandus, il fut largement consommé à des fins détournées au fil du temps. Jusqu'aux années 1950, ces médicaments étaient souvent disponibles en vente libre. On estime par exemple qu'en Angleterre, 130 000 citoyens étaient dépendants aux barbituriques en 1965. Les produits étaient aussi consommés en mélanges avec des amphétamines, de manière à modérer les effets indésirables de ces dernières,.

## Morts dues à l'utilisation de pentobarbital
- Chantal Sébire[24]
- Marilyn Monroe [réf. nécessaire]
- Iolanda Cristina Gigliotti (Dalida)
- Vincent Humbert
- Roland Jaccard